# André Andrade de Castro
André Andrade de Castro, noto semplicemente come André Castro (San Paolo, 2 novembre 1991), è un calciatore brasiliano, difensore del Bangu.

## Carriera
Nato a San Paolo del Brasile, nel 2016 viene ceduto in prestito all'Oeste, formazione militante nel Campeonato Brasileiro Série B, a seguito di un accordo tra l'Audax e l'Oeste.
Nel maggio del 2019 ha fatto ritorno all'Atl. Goianiense.

## Statistiche

### Presenze e reti nei club
Statistiche aggiornate al 12 agosto 2021.
| Stagione           | Squadra            | Campionato         | Campionato | Campionato | Coppe nazionali | Coppe nazionali | Coppe nazionali | Coppe continentali | Coppe continentali | Coppe continentali | Altre coppe | Altre coppe | Altre coppe | Totale | Totale |
| Stagione           | Squadra            | Comp               | Pres       | Reti       | Comp            | Pres            | Reti            | Comp               | Pres               | Reti               | Comp        | Pres        | Reti        | Pres   | Reti   |
| ------------------ | ------------------ | ------------------ | ---------- | ---------- | --------------- | --------------- | --------------- | ------------------ | ------------------ | ------------------ | ----------- | ----------- | ----------- | ------ | ------ |
| 2011               | Audax              | A2/SP              | 8          | 0          |                 | -               | -               |                    | -                  | -                  |             | -           | -           | 8      | 0      |
| 2012               | Audax Rio          | B/RJ               | ?          | ?          |                 | -               | -               |                    | -                  | -                  |             | -           | -           | ?      | ?      |
| 2013               | Audax Rio          | A/RJ               | 14         | 0          | -               | -               | -               | -                  | -                  | -                  | -           | -           | -           | 14     | 0      |
| Totale Audax Rio   | Totale Audax Rio   | Totale Audax Rio   | 14+        | 0+         |                 | -               | -               |                    | -                  | -                  |             | -           | -           | 14+    | 0+     |
| 2014               | Audax              | A1/SP              | 14         | 0          |                 | -               | -               |                    | -                  | -                  |             | -           | -           | 14     | 0      |
| 2014               | Guaratinguetá      | C                  | 15         | 0          |                 | -               | -               |                    | -                  | -                  |             | -           | -           | 15     | 0      |
| 2015               | Audax              | A1/SP              | 14         | 0          |                 | -               | -               |                    | -                  | -                  |             | -           | -           | 14     | 0      |
| 2015               | Vitória            | B                  | 0          | 0          |                 | -               | -               |                    | -                  | -                  |             | -           | -           | 0      | 0      |
| 2016               | Audax              | A1/SP              | 14         | 0          |                 | -               | -               |                    | -                  | -                  |             | -           | -           | 14     | 0      |
| 2016               | Oeste              | B                  | 24         | 0          |                 | -               | -               |                    | -                  | -                  |             | -           | -           | 24     | 0      |
| 2017               | Audax              | A1/SP              | 11         | 0          | CB              | 2               | 0               |                    | -                  | -                  |             | -           | -           | 13     | 0      |
| 2017               | Atl. Goianiense    | A                  | 32         | 0          |                 | -               | -               |                    | -                  | -                  |             | -           | -           | 32     | 0      |
| 2018               | Red Bull Brasil    | A1/SP              | 15         | 1          |                 | -               | -               |                    | -                  | -                  |             | -           | -           | 15     | 1      |
| 2018               | Ponte Preta        | B                  | 16         | 0          | CB              | 1               | 0               |                    | -                  | -                  |             | -           | -           | 17     | 0      |
| 2019               | Ponte Preta        | A1/SP+B            | 1+5        | 0          | -               | -               | -               | -                  | -                  | -                  | -           | -           | -           | 6      | 0      |
| Totale Ponte Preta | Totale Ponte Preta | Totale Ponte Preta | 22         | 0          |                 | 1               | 0               |                    | -                  | -                  |             | -           | -           | 23     | 0      |
| 2019               | Atl. Goianiense    | B                  | 23         | 0          |                 | -               | -               |                    | -                  | -                  |             | -           | -           | 23     | 0      |
| 2020               | Mirassol           | A1/SP              | 5          | 0          |                 | -               | -               |                    | -                  | -                  |             | -           | -           | 5      | 0      |
| 2020               | Ituano             | C                  | 4          | 1          |                 | -               | -               |                    | -                  | -                  |             | -           | -           | 4      | 1      |
| 2021               | Ituano             | A1/SP              | 8          | 0          | -               | -               | -               | -                  | -                  | -                  | -           | -           | -           | 8      | 0      |
| Totale Ituano      | Totale Ituano      | Totale Ituano      | 12         | 1          |                 | -               | -               |                    | -                  | -                  |             | -           | -           | 12     | 1      |
| Totale carriera    | Totale carriera    | Totale carriera    | 219+       | 3+         |                 | 3               | 0               |                    | -                  | -                  |             | -           | -           | 222+   | 3+     |